# Janowice (powiat tarnowski)
Janowice – wieś w Polsce, położona w województwie małopolskim, w powiecie tarnowskim, w gminie Pleśna.

## Położenie
Wieś leży prawym brzegu Dunajca, w dolinie potoku Lubinka i na okolicznych wzniesieniach Pogórza Rożnowskiego. Przez wieś przebiega lokalna droga z Zakliczyna do Tarnowa.
W latach 1954–1972 wieś należała i była siedzibą władz gromady Janowice. W latach 1975–1998 wieś należała administracyjnie do województwa tarnowskiego.

## Integralne części wsi
| SIMC    | Nazwa          | Rodzaj    |
| ------- | -------------- | --------- |
| 0826728 | Działy         | część wsi |
| 0826734 | Gierowa        | część wsi |
| 0826740 | Janowice Dolne | część wsi |
| 0826757 | Janowice Górne | część wsi |
| 0826763 | Kopaliny       | część wsi |
| 0826770 | Lipie          | część wsi |
| 0826786 | Morawy         | część wsi |
| 0826792 | Przedmieście   | część wsi |
| 0826800 | Zadziele       | część wsi |

## Historia
Miejscowość, lokowana wcześniej na prawie polskim, otrzymała w 1347 roku prawo magdeburskie. U Długosza wzmiankowany jest właściciel wsi, Grot z Janowic, który uczestniczył w wyprawie króla Władysława Jagiellończyka na Węgry w 1440 roku.

## Zabytki
Obiekty wpisane do rejestru zabytków nieruchomych województwa małopolskiego.
- Kościół parafialny pw. Podwyższenia Krzyża Świętego;
- zespół dworski: dwór, park, folwark;
- cmentarz wojenny nr 190 – Janowice.

W zachodniej części wsi, na stoku wzniesienia łagodnie opadającego w kierunku południowo-zachodnim, ku dolinie Dunajca, znajduje się zespół pałacowo-parkowy. Murowany pałac został zbudowany w XIX wieku w stylu angielskiego neogotyku na miejscu istniejącego wcześniej dworu, z którego do dziś zachowały się piwnice. Obok wybudowano wolnostojącą kwadratową wieżę połączoną z pałacem czteroprzęsłowym arkadowym przejściem. Park, otaczający pałac, o powierzchni 9,5 ha, rozwinięty jest z założenia tzw. ogrodu w stylu angielskim. Szata roślinna to dęby szypułkowe, klony, lipy, graby, jesiony, wierzby, topole, czeremchy. Wśród krzewów: jaśminy, leszczyny, głogi i inne. Ostatnim właścicielem był Aleksander Kobylański, majątek Janowice został odebrany dekretem PKWN. W 1967 roku pałac przejęła Politechnika Krakowska, która odnowiła i zagospodarowała budynek i otaczający park. Służył on jako ośrodek szkoleniowo-wypoczynkowy, a od 2008 roku jest dzierżawiony jako obiekt rekreacyjno – szkoleniowy przez prywatnego właściciela. W 2013 roku pałac został zakupiony przez ZAiKS z myślą o stworzeniu w nim nowoczesnego Centrum Pracy Twórczej.
W obrębie cmentarza parafialnego znajduje się cmentarz wojenny nr 190 z I wojny światowej, na którym pochowanych jest 114 żołnierzy austro-węgierskich i 16 rosyjskich. Na cmentarzu znajduje się też upamiętniona tablicą mogiła 11 żołnierzy polskich poległych w walce z Niemcami we wrześniu 1939 roku.
Od roku 1955 na terenie Janowic działa Filia Gminnej Biblioteki Publicznej w Pleśnej. 

## Turystyka
- Wyciąg narciarski.
- Pałac w stylu angielskiego neogotyku z XIX w.
- Cmentarz wojenny nr 190 z I wojny światowej.
- Winnica Janowice[13].
- Na zboczach wzgórz opadających w kierunku doliny Dunajca położone są obszary leśne o łącznej powierzchni ok. 18 ha, znane jako „Uroczysko Janowice”. Jest to grąd o bogatym podszyciu, z okazami bluszczy pospolitego oplatającego pnie drzew[14].

## Osoby związane z miejscowością
- Karol Jarosz (1879–1958) – poseł na sejm II RP[15]
- Błażej Wójcicki ps. Jurand (1898–1999) – legionista[16], uczestnik bitwy pod Łowczówkiem, żołnierz armii gen. Hallera, porucznik Wojska Polskiego[17]
- Zygmunt Klimecki – legionista[16]
- Lucjan Kocik – profesor, socjolog, wykładowca na Uniwersytecie Jagiellońskim
- [16]Szymon Kraj - Sołtys wioski w latach (1885-1893) doprowadził do rozwinięcia się Janowic

## Galeria zdjęć

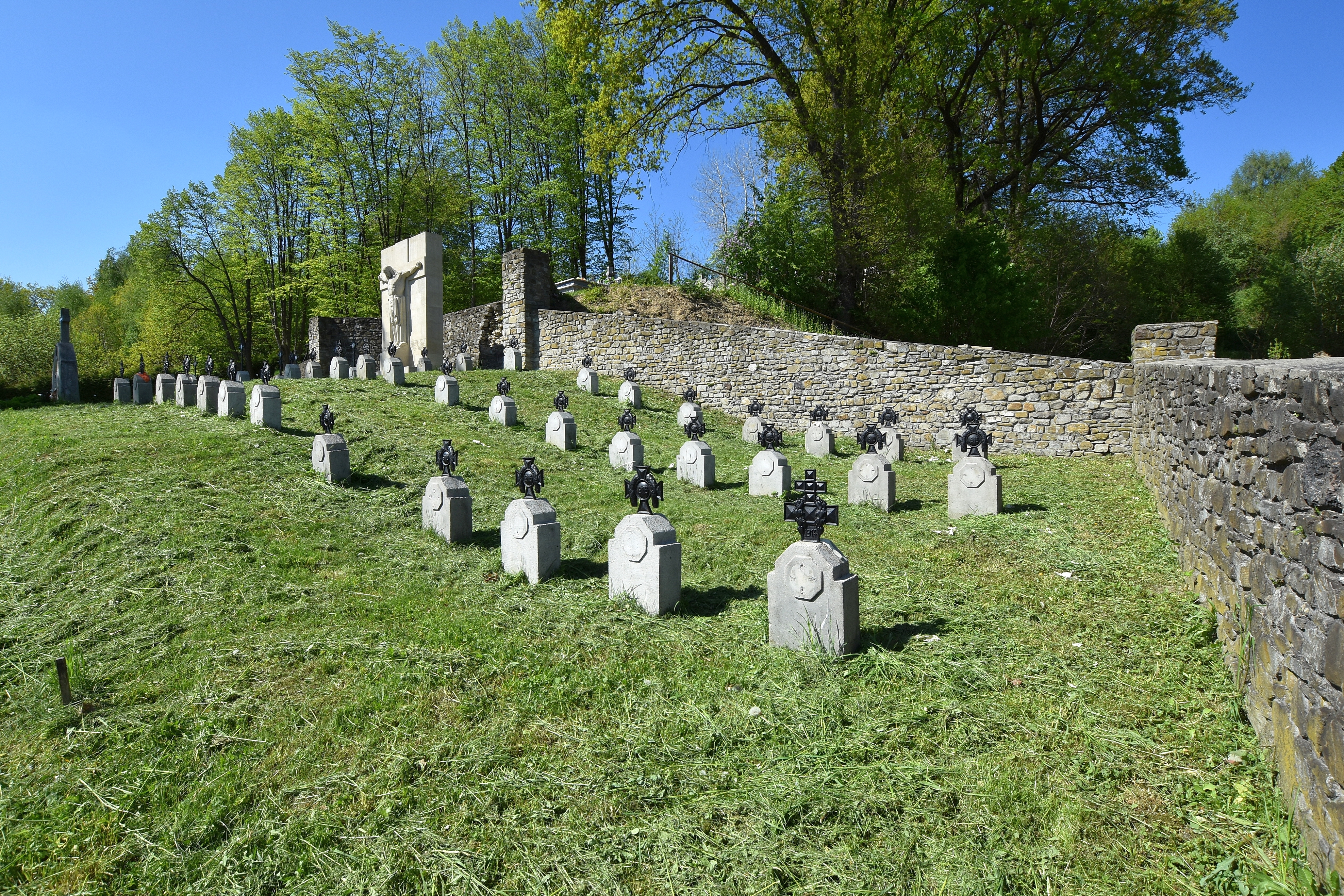
Cmentarz wojenny nr 190
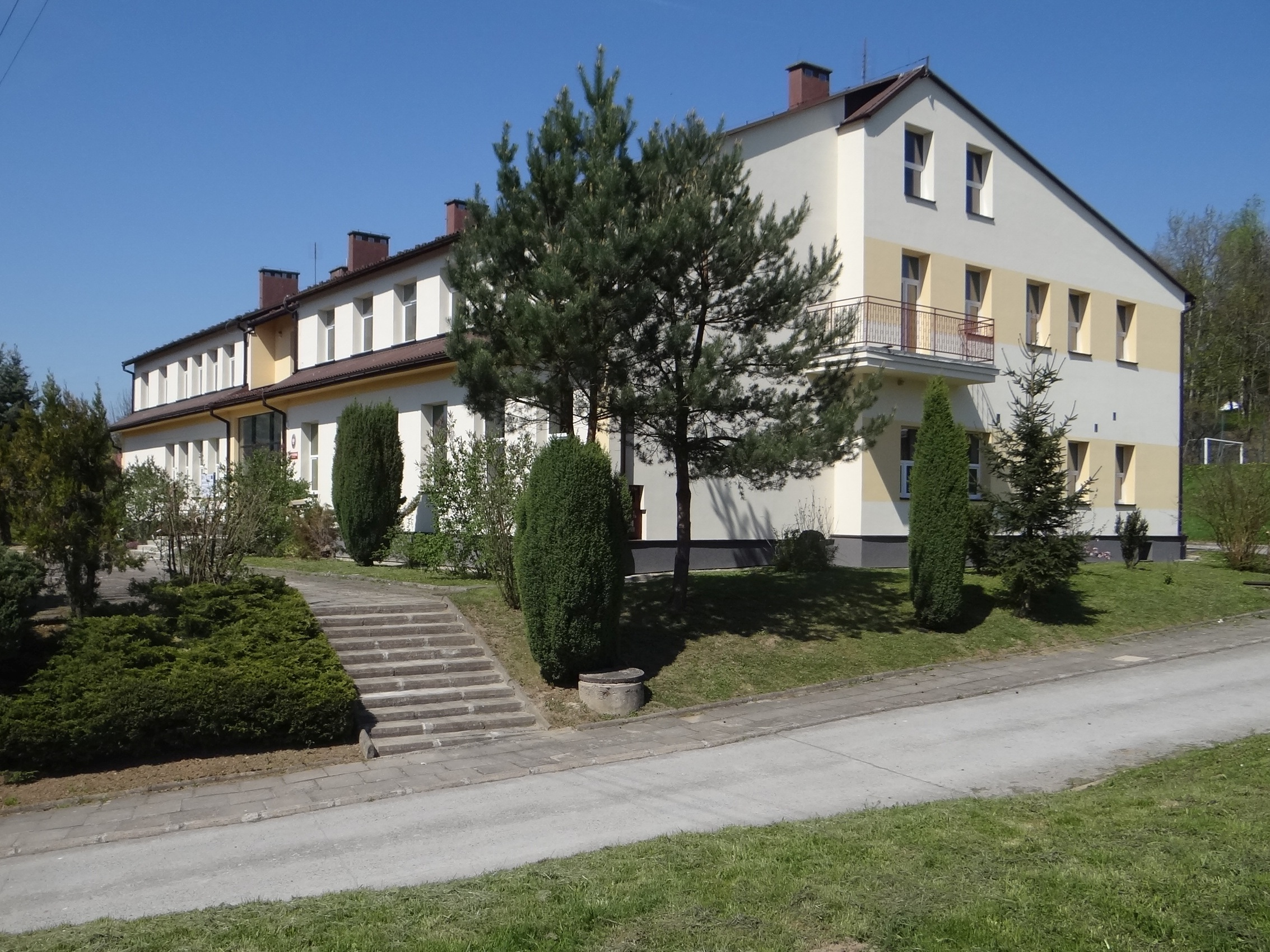
Szkoła
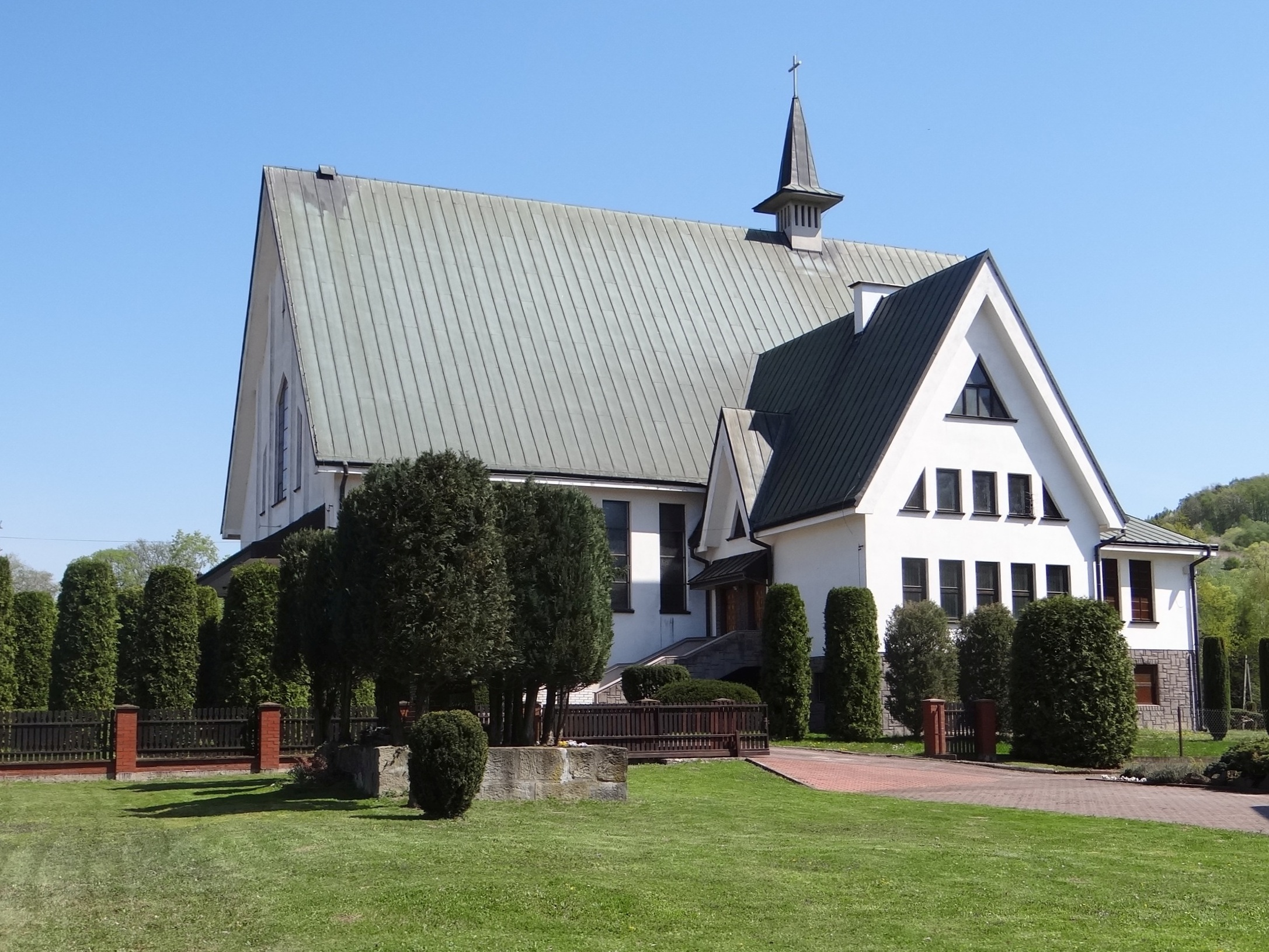
Kościół
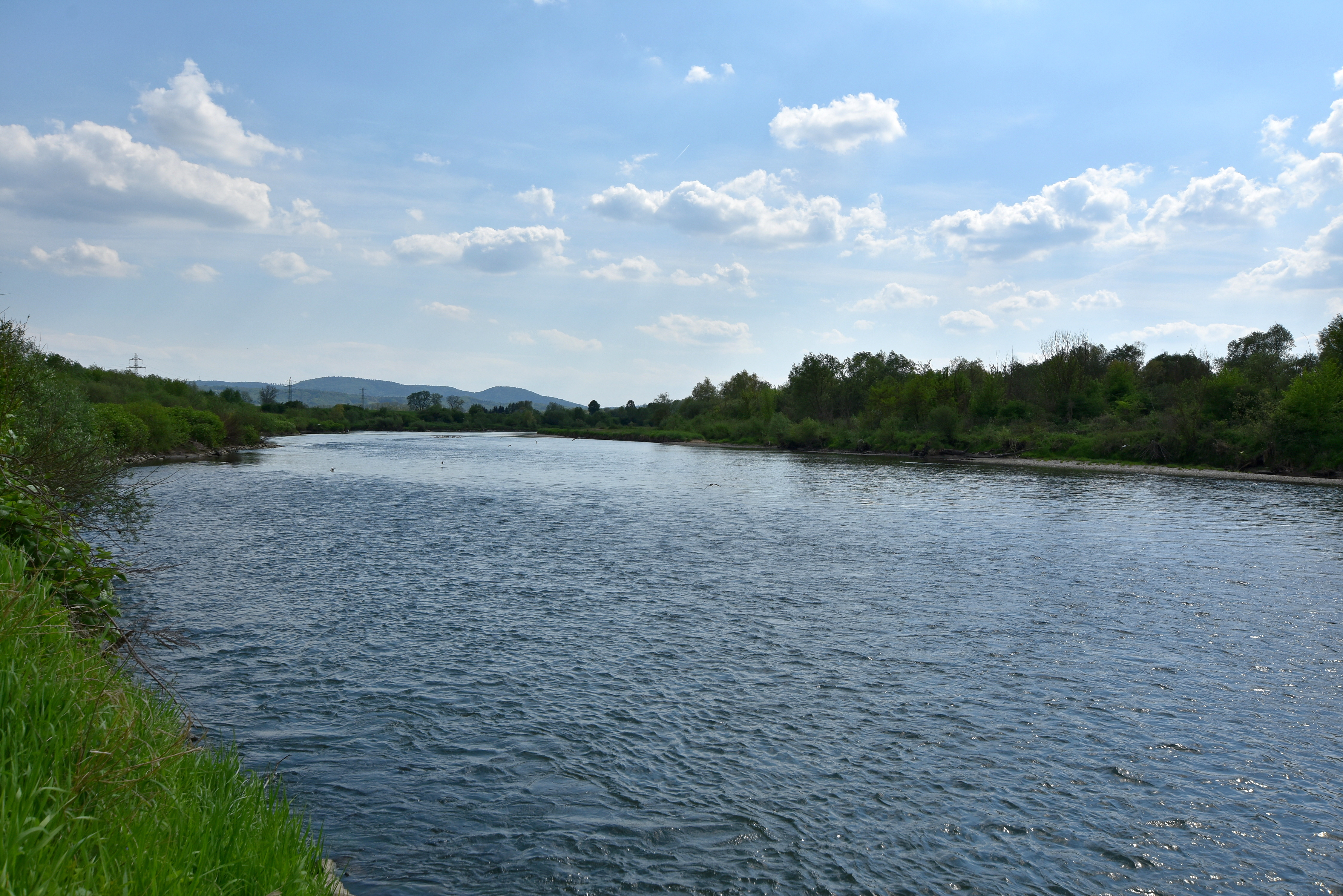
Dunajec w Janowicach